# Монтгомери, Дэвид, 2-й виконт Монтгомери Аламейнский
Дэвид Бернард Монтгомери, 2-й виконт Монтгомери из Аламейна (англ. David Bernard Montgomery, 2nd Viscount Montgomery of Alamein; 18 августа 1928 — 8 января 2020) — британский политический деятель и предприниматель.

## Ранняя жизнь и образование

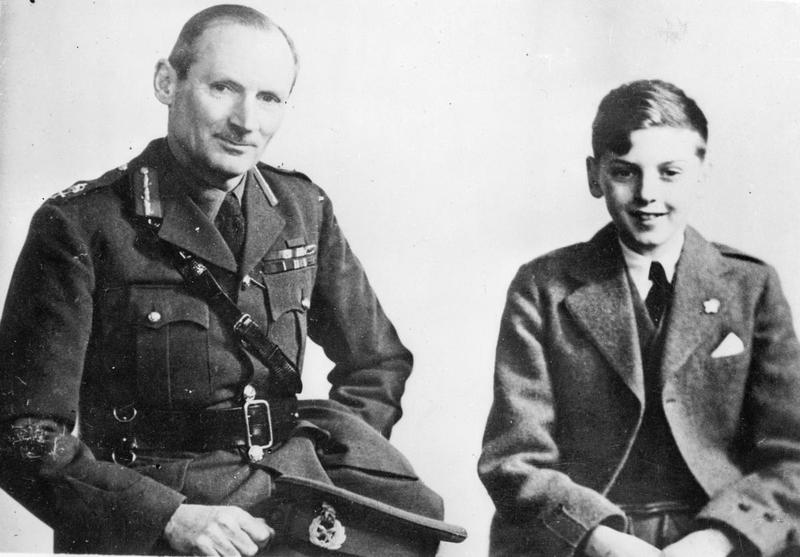
Генерал-лейтенант Бернард Монтгомери со своим единственным сыном Дэвидом.

Родился 18 августа 1928 года. Единственный сын фельдмаршала Бернарда Монтгомери, 1-го виконта Монтгомери из Аламейна (1887—1976), и его жены Элизабет Карвер, урожденной Хобарт (1889—1937). У него было два старших сводных брата от предыдущего брака его матери, Джон и Дик. Мать Монтгомери умерла в 1937 году во время отпуска в Бернхэм-он-Си после того, как получила инфицированный укус насекомого, который вызвал сепсис после ампутации ее ноги.
Дэвид посещал Винчестерский колледж с мая 1942 года, затем он получил степень инженера в Тринити-колледже, Кембридж.

## Карьера
Монтгомери занялся бизнесом, работая в Shell, Yardley и нескольких других компаниях, и он построил тесные связи с Латинской Америкой. Он был покровителем и председателем различных англо-латиноамериканских организаций, включая Anglo-Argentine Society, Canning House и Hispanic and Luso Brazilian Council.
Он унаследовал титул виконта после смерти своего отца в 1976 году и первоначально заседал в Палате лордов как консерватор до 1999 года, когда он и большинство других наследственных пэров были исключены из Палаты в соответствии с Законом о Палате лордов 1999 года. Он был возвращен в Палату лордов в качестве независимого депутата на выборах наследственных пэров в 2005 году после смерти баронессы Стрэндж.
Виконт Монтгомери был произведен в Командоры Ордена Британской империи в 1975 году и в Кавалеры Ордена Святых Михаила и Георгия в 2000 году. Он также получил награды от Германии, Бельгии, Испании, Чили, Аргентины, Бразилии, Мексики, Венесуэлы и Колумбии. Он написал книгу «Одинокий лидер: Монти 1944-45» в соавторстве с Алистером Хорном о своем отце в 1994 году, в которой задокументировал свою собственную раннюю жизнь, а также жизнь своего отца.

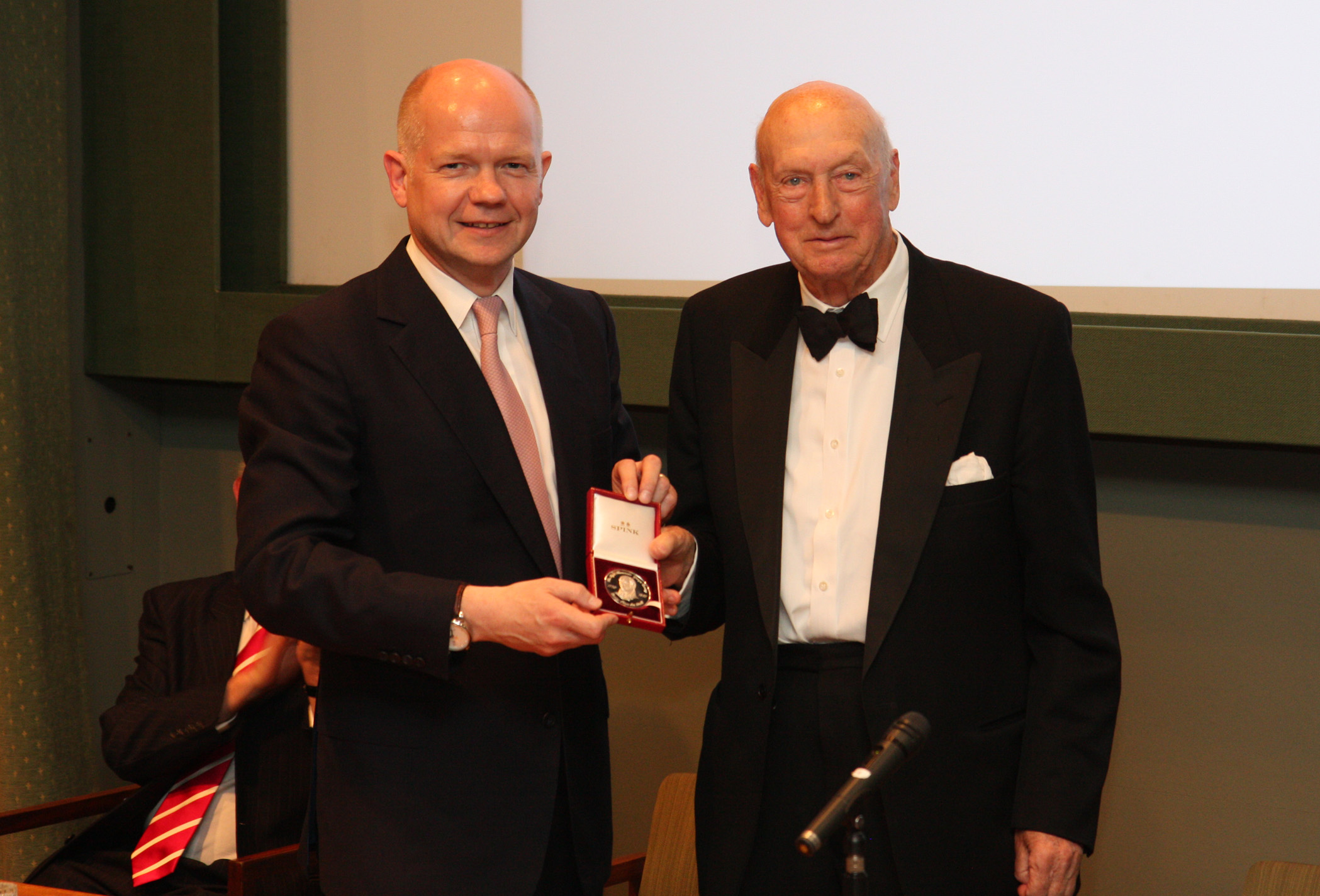
Лорд Монтгомери из Аламейна (справа) получает медаль Каннинга от Уильяма Хейга в 2013 году.

## Личная жизнь
27 февраля 1953 года Дэвид Монтгомери женился первым браком на Мэри Рэймонд Коннелл, дочери сэра Чарльза Конелла. Они развелись в 1967 году, родив сына и дочь:
- Генри Дэвид Монтгомери, 3-й виконт Монтгомери из Аламейна (род. 2 апреля 1954), в 1980 году он женился на Кэролайн Джейн Оди, от брака с которой у него были три дочери.
- Достопочтенная Арабелла Клэр Монтгомери (род. 21 ноября 1956), в 1982 году она вышла замуж за сэра Джереми Стюарта-Смита. У них пятеро детей.

30 января 1970 года он женился вторым браком на Тессе Браунинг, старшей дочери Дафны Дюморье и генерал-лейтенанта сэра Фредерика Браунинга, близкого коллеги его отца.
Лорд Монтгомери из Аламейна стал покровителем Freedom Flame UK в мае 2014 года в знак признания зажжения Факела Единства у камня Дня Д в Саутси его отцом, фельдмаршалом 1-м виконтом Монтгомери из Аламейна, 13 сентября 1948 года.
Виконт Монтгомери Аламейский скончался 8 января 2020 года в возрасте 91 года.

## Книга
- Hamilton, Nigel. Monty: The Making of a General. — London, UK : Hamish Hamilton Ltd, 1981. — ISBN 0-241-10583-8.